# مارتین بالسام
مارتین هنری بالسام (به انگلیسی: Martin Henry Balsam) (زادهٔ؛ ۴ نوامبر ۱۹۱۹ – درگذشتهٔ؛ ۱۳ فوریه ۱۹۹۶) بازیگر آمریکایی بود.

## زندگی‌نامه
کار در سینما را با نقشی بسیار کوتاه در فیلم در بارانداز (۱۹۵۴) الیا کازان آغاز کرد وی پس از آن در فیلمهای محدودیت زمان (۱۹۵۷) کارل مالدن، ۱۲ مرد خشمگین (۱۹۵۷) سیدنی لومت، نیمهٔ شب (۱۹۵۹) دلبرت من ایفای نقش کرد.
اما بی شک اولین حضور تأثیرگذار بالسام در سینما ایفای نقش میلتون آربوگاست در فیلم روانی اثر بی‌نظیر آلفرد هیچکاک است که وی به نقش کارآگاهی در جستجوی ماریون کرین (جانت لی) که مدتیست ناپدید شده، خود در دام نورمن بیتس (آنتونی پرکینز) گرفتار می‌شود و در یکی از زیباترین صحنه‌های فیلم به قتل می‌رسد.
بالسام در دههٔ ۶۰ در فیلمهای متعددی نقش‌های مکمل را ایفا نمود که از جملهٔ این فیلم‌ها می‌توان به صبحانه در تیفانی (۱۹۶۱) بلیک ادواردز، تنگه وحشت (۱۹۶۲) جی. لی تامپسون، هفت روز در ماه مه (۱۹۶۴) جان فرانکن هایمر و هزاران دلقک (۱۹۶۵) (کسب جایزه اسکار نقش مکمل مرد) فرد کو اشاره کرد. دههٔ هفتاد برای بالسام با فیلم جذاب و دیدنی بزرگ‌مرد کوچک (۱۹۷۰) آرتور پن آغاز گردید وی در این فیلم نقش یک شعبده باز را ایفا می‌کند که در هر سکانسی که حاضر می‌شود، عضوی از بدنش را از دست داده‌است. این نقش کمیک در مقابل نقش دوست داشتنی جک کراب با بازی داستین هافمن موقعیت‌های طنز فراوانی در فیلم خلق می‌کند. تبصرهٔ ۲۲ ساختهٔ مایک نیکولز، بر اساس کتاب مشهور جوزف هلر دیگر کار مهم بالسام در سال ۱۹۷۰ است که وی در این فیلم نقش کلنل کث‌کارت را به زیبایی به تصویر می‌کشد. در سال ۱۹۷۱ بالسام پس از سال‌ها، همکاری دیگری را با سیدنی لومت در فیلم نوارهای اندرسون تجربه می‌کند. وی همچنین در سال ۱۹۷۴ برای آخرین بار با سیدنی لومت در فیلم قتل در قطار سریع‌السیر شرق همکاری کرد. بالسام در این فیلم به نقش بیانچی مسئول قطار از هرکول پوارو می‌خواهد تا پیش از رسیدن به مقصد قاتل یا قاتلین را پیدا کند و خود نیز شاهد بازجویی از مسافرین است.
همه مردان رئیس‌جمهور (۱۹۷۶) آلن جی پاکولا آخرین فیلم مهم بالسام در دههٔ ۷۰ است که وی در این فیلم نقش هاوارد سیمونز سردبیر روزنامه واشینگتن پست را ایفا می‌کند.
وی در دههٔ ۸۰ در کارهای نازلی ایفای نقش کرد. اما در سال ۹۱ مارتین اسکورسیزی در بازسازی نوستالژیک خود از فیلم تنگه وحشت به سراغ بالسام هفتاد و دو ساله می‌رود و او را در کنار بزرگانی چون گریگوری پک، رابرت میچم و رابرت دنیرو قرار می‌دهد و فیلم فروش قابل توجه ۷۹٬۱۰۰٬۰۰۰ دلاری را در گیشه‌های آمریکا به‌دست می‌آورد.
بالسام سرانجام در ۱۳ فوریه ۱۹۹۶ در سن هفتاد و شش سالگی بر اثر سکتهٔ ناگهانی در شهر رم درگذشت.
از دیگر کارهای مهم وی می‌توان به؛ شکار روباه (۱۹۶۶) در نقش مباشر تونی پاول، مرد (۱۹۶۷)، ناتالی و من (۱۹۶۹)، تورا! تورا! تورا! (۱۹۷۰) اشاره نمود.

## فیلم‌ها
| سال  | نام فیلم                  | نقش            | کارگردان         |
| ---- | ------------------------- | -------------- | ---------------- |
| ۱۹۵۴ | در بارانداز               |                | الیا کازان       |
| ۱۹۵۷ | محدودیت زمان              |                | کارل مالدن       |
| ۱۹۵۷ | ۱۲ مرد خشمگین             |                | سیدنی لومت       |
| ۱۹۵۹ | نیمهٔ شب                   |                | دلبرت من         |
| ۱۹۵۹ | آل کاپون                  |                | ریچارد ویلسون    |
| ۱۹۶۰ | روانی                     | میلتون آربوگاس | آلفرد هیچکاک     |
| ۱۹۶۱ | صبحانه در تیفانی          |                | بلیک ادواردز     |
| ۱۹۶۲ | تنگه وحشت                 |                | جی. لی تامپسون   |
| ۱۹۶۴ | هفت روز در ماه مه         |                | جان فرانکن هایمر |
| ۱۹۶۵ | هزاران دلقک               | آرنولد         | فرد کو           |
| ۱۹۶۶ | به دنبال روباه            | هری گرانوف     | ویتوریو دسیکا    |
| ۱۹۶۷ | مرد                       |                | مارتین ریت       |
| ۱۹۶۹ | ناتالی و من               | عمو هارولد     | فرد کو           |
| ۱۹۷۰ | تورا! تورا! تورا!         |                | ریچارد فلیشر     |
| ۱۹۷۰ | بزرگ‌مرد کوچک              |                | آرتور پن         |
| ۱۹۷۰ | تبصره ۲۲                  | کلنل کث‌کارت    | مایک نیکولز      |
| ۱۹۷۱ | نوارهای اندرسون           |                | سیدنی لومت       |
| ۱۹۷۳ | مشاور                     |                | آلبرتو دِ مارتینو |
| ۱۹۷۴ | قتل در قطار سریع‌السیر شرق |                | سیدنی لومت       |
| ۱۹۷۶ | همه مردان رئیس‌جمهور       |                | آلن جی پاکولا    |
| ۱۹۸۵ | آتش سنت المو              |                | جوئل شوماخر      |
| ۱۹۹۱ | تنگهٔ وحشت                 | قاضی           | مارتین اسکورسیزی |
| ۱۹۹۴ | سکوت ژامبون‌ها             |                | اتسیو گرجو       |